# Kuno Fischer
Ernst Kuno Berthold Fischer (Góra, 23 de julho de 1824 — Heidelberg, 5 de julho de 1907) foi um filósofo e historiador alemão.
Transitando entre o hegelianismo ao neokantismo, deu o primeiro grande impulso do chamado "retorno a Kant", em 1860, com a publicação de sua obra Kants Leben und die Grundlagen seiner Lehre (A vida de Kant e os fundamentos de sua doutrina).
Uma das contribuições mais significativas e duradouras de Fischer à filosofia foi classificação dos filósofos nas categorias de empirista ou racionalista, especialmente os dos séculos XVII e XVIII. Embora influente, essa distinção foi questionada, nos tempos mais recentes, como um anacronismo.
Foi um dos principais e mais reconhecidos historiadores da filosofia moderna. Deu contribuições valiosas ao estudo de Kant, Bacon, Shakespeare, Goethe, Espinoza, Lessing, Schiller e Schopenhauer.